# Phạm Huỳnh Tam Lang
Phạm Huỳnh Tam Lang (sinh ngày 14 tháng 2 năm 1942 – mất ngày 2 tháng 6 năm 2014) là một cố Cầu thủ bóng đá của đội tuyển bóng đá quốc gia Việt Nam Cộng hòa, huấn luyện viên trưởng Câu lạc bộ bóng đá Cảng Sài Gòn và đội tuyển Việt Nam. Phạm Huỳnh Tam Lang được coi là một trong những trung vệ xuất sắc trong lịch sử bóng đá Việt Nam và châu Á .

## Tiểu sử
Phạm Huỳnh Tam Lang sinh ngày 14 tháng 2 năm 1942 tại tỉnh Gò Công (nay thuộc tỉnh Tiền Giang), Việt Nam. Cha ông là liệt sĩ chống Pháp, hy sinh năm 1945 .
Khi còn là học sinh, ông thi đấu cho đội tuyển của trường Trung học Petrus Ký (nay là trường Trung học phổ thông chuyên Lê Hồng Phong, Thành phố Hồ Chí Minh).
Năm 1957, lúc mới 15 tuổi, Ông vào thi đấu ở đội Ngôi Sao Chợ Lớn.
Năm 1960, khi 18 tuổi, Tam Lang được gọi vào đội tuyển Việt Nam Cộng Hòa. Ông sớm chiếm được vị trí trong đội hình chính thức và dần giữ vai thủ quân của đội tuyển Việt Nam Cộng Hòa.
Năm 1993, Phạm Huỳnh Tam Lang được kết nạp Đảng Cộng sản Việt Nam .

## Sự nghiệp
Năm 1966, Tam Lang trong vai trò trung vệ đội trưởng của đội tuyển bóng đá quốc gia Việt Nam Cộng hòa, ông cùng đội tuyển đã giành được cúp Merdeka. Trong năm này, ông và cựu danh thủ Đỗ Thới Vinh đã được mời vào đội tuyển "Ngôi sao châu Á". Ở cấp câu lạc bộ, Tam Lang từng chơi cho các đội bóng lừng danh thời bấy giờ như AJS (Association de la Jeunesse sporttive) và Cảng Sài Gòn.
Năm 1981, Ông được ngành Thể dục thể thao Thành phố Hồ Chí Minh cử đi tu nghiệp lớp huấn luyện viên quốc tế tại Cộng Hòa Dân Chủ Đức. Kết thúc khóa học, Tam Lang nhận được bằng huấn luyện viên bóng đá loại ưu.
Trên cương vị huấn luyện viên, Tam Lang ông giành phần lớn sự nghiệp của mình ở đội Cảng Sài Gòn và giành được nhiều danh hiệu quan trọng nhất trong lịch sử của đội này. Ông góp công lớn mang về cho đội bốn chức vô địch vào các mùa bóng: 1986, 1993 – 1994, 1997, 2001 – 2002 và hai danh hiệu vô địch Cúp quốc gia 1992 và 2000, cùng hàng chục ngôi vô địch ở các giải bóng đá khu vực phía Nam .
Ông cũng nhiều lần được các huấn luyện viên nước ngoài mời vào vị trí trợ lý huấn luyện viên của đội tuyển Việt Nam. ông cũng đảm nhận vai trò huấn luyện viên đội tuyển ở các giải SEA Games và Tiger Cup.
Năm 2003, sau khi đội bóng Cảng Sài Gòn bị xuống hạng, Tam Lang cũng chính thức giã từ sự nghiệp huấn luyện viên, kết thúc 28 năm nắm đội Cảng Sài Gòn. Ông đã tạo ra một thời kỳ lịch sử quan trọng của đội bóng này.
Sau khi rời Cảng Sài Gòn, Tam Lang được mời về với Câu lạc bộ bóng đá Thành phố Hồ Chí Minh của ông bầu Quách Thành Lai đóng tại trung tâm Thành Long. Tại đây ông tập trung chủ yếu vào công tác xây dựng đội bóng trẻ đúng như mong muốn nhiều năm của ông. Đội Câu lạc bộ bóng đá Thành phố Hồ Chí Minh chơi khá thành công tại giải hạng nhì và nhanh chóng giành xuất thăng hạng, nhưng do lực lượng quá mỏng, và thiếu kinh nghiệm, họ phải trở lại giành hạng nhì chỉ sau một mùa bóng.
Ông qua đời vì đột quỵ tại bệnh viện Chợ Rẫy, Thành phố Hồ Chí Minh vào ngày 2 tháng 6 năm 2014. Ông được an táng tại nghĩa trang Đa Phước, huyện Bình Chánh, Thành phố Hồ Chí Minh.

## Gia đình
Năm 1967, Phạm Huỳnh Tam Lang lập gia đình với nghệ sĩ nhân dân Bạch Tuyết. Nhưng do không phù hợp về nhiều mặt nên ông bà chia tay vào năm 1974.
Sau này, ông lập gia đình với bà Tô Thị Minh Hồng. Ông và bà có một con gái du học ngành Dược tại Úc.
Phạm Huỳnh Tam Lang là một trong số ít các cầu thủ và HLV nhận được sự kính trọng của người hâm mộ lẫn giới chuyên môn. Ông nổi tiếng là người điềm đạm và luôn đề cao đạo đức trong giới cầu thủ.

## Vinh danh
- Ông Tam Lang đã được AFC trao kỷ niệm chương vì sự cống hiến trong suốt 50 năm với bóng đá Việt Nam và khu vực [2].
- Năm 2013, Phạm Huỳnh Tam Lang được nhận nhận giải "Vinh danh Fair Play" do báo Pháp Luật Thành phố Hồ Chí Minh trao tặng. Đây là giải thưởng nhằm tôn vinh những cá nhân tiêu biểu thể hiện tinh thần Fair Play trong giai đoạn trước khi giải thưởng này hình thành. Ông được nhiều giới đồng tình và ủng hộ bởi suốt một đời gắn bó với bóng đá và mang lại nhiều nét đẹp cao quý trên sân cỏ [2].

## Đánh giá
| “                                      | Phạm Huỳnh Tam Lang đã làm thay đổi khái niệm "quần đùi áo số" của rất nhiều người và là thần tượng của nhiều giới qua nhiều thế hệ vì phẩm chất ông để lại trên sân cỏ lẫn dạy dỗ nhiều thế hệ cầu thủ... | ” |
| — báo Pháp Luật Thành phố Hồ Chí Minh, | |   |

| “                                      | Sử sách của bóng đá châu Á từng ghi nhận ông là một hậu vệ tài hoa thi đấu rất quyết liệt, hiệu quả nhưng không phạm luật. Ông nổi tiếng là một trung vệ thép nhưng rất thư sinh với màu áo trắng tuyền ít lấm lem bùn đất và mái tóc chải chuốt. | ” |
| — báo Pháp Luật Thành phố Hồ Chí Minh, | |   |

## Câu nói
- "Tôi là dân đá banh. Ngoài đá banh ra, đi nước ngoài biết làm gì để sống. Hơn thế, tôi không đành lòng ra đi để lại người mẹ hiền suốt một đời thủy chung thờ chồng, lam lũ kiếm sống để nuôi dạy con khôn lớn..." [3].
- "Là cầu thủ, đi đây đi đó, có điều kiện gặp gỡ, giao lưu nhiều với bên ngoài. Tôi cũng quen với rất nhiều cô gái, cũng có nhiều "fan" nữ hâm mộ... Song tôi lại thuộc típ người chung tình, không "đá luân lưu" với nhiều mối tình, nhiều cô một lúc được (!). Tôi luôn rõ ràng giữa tình bạn và tình yêu. Có lẽ do bản tính tôi nhút nhát và thích sự rõ ràng, rành mạch nên đã chọn con đường "an toàn"."